# پارک کینوتا
پارک کینوتا (به ژاپنی: 砧公園) یکی از پارک‌های توکیو پایتخت ژاپن است.

## رسیدن به پارک
- خط توکیو دن‌انتوشی (田園都市線)، ایستگاه یوگا (用賀駅) از ایستگاه تا پارک ۲۰ دقیقه پیاده فاصله است.[۱]